# Angélica Larios
Angélica Larios Delgado (13 marzo 1981) è una schermitrice messicana.

## Palmarès
In carriera ha conseguito i seguenti risultati:
- Giochi Panamericani:

Guadalajara 2011: argento nella sciabola a squadre.